# Acestrorhynchus microlepis
 Acestrorhynchus microlepis és una espècie de peix de la família dels acestrorrínquids i de l'ordre dels caraciformes.

## Morfologia
- Els mascles poden assolir 26 cm de longitud total.[6][7]

## Alimentació
Menja peixos i, en segon terme, insectes.

## Hàbitat
És un peix d'aigua dolça i de clima tropical (18 °C-28 °C).

## Distribució geogràfica
Es troba a Sud-amèrica: conques dels rius Orinoco i Amazones, i rius de la Guaiana, Surinam i la Guaiana Francesa.